# Groupe d'action carliste
Les Groupes d'action carliste(GAC) ou Groupes d'action du parti carliste étaient une petite organisation armée carliste et nationaliste de gauche, active notamment entre 1968 et 1971.
En 1970, ils commencèrent à commettre des attentats terroristes, Josep Carlos Clemente les a définis comme un groupe marginal violent.

## Histoire
L'apparition du GAC s'est produite dans le cadre d'un mouvement historiquement orienté vers la violence et dont le nom englobait alors des personnes de tendances très diverses. Ainsi, tandis que certains carlistes favorables au traditionalisme classique ont rejoint les Guerrilleros de Cristo Rey —une organisation violente antagoniste—, un autre secteur de jeunesse s'est radicalisé dans un sens anti-franquiste après l'expulsion de la famille d'Espagne Bourbon-Parme en 1968, influencé par le "nouveau carlisme" promu par le secrétariat du prince Charles-Hugues de Bourbon-Parme.
Ses principaux promoteurs étaient Jon Querejeta, Josep Massana, Esteban Escobar et Fermín Elizari. Ils entretenaient des relations avec l'ETA et leurs actions contribuaient à accroître les tensions internes au sein du mouvement carliste. Ils étaient organisés sur une base fédérale, se développant notamment au Pays basque, en Navarre, en Catalogne, à Valence, en Aragon et en Andalousie. Ils publièrent deux bulletins d'information : le Pacte andalou (dont 12 numéros furent publiés entre avril 1971 et novembre 1972) et le Secutor espagnol. Parfois, ils signaient leur propagande conjointement avec les soi-disant « comités ouvriers carlistes ».
Bien que leurs origines remontent à 1965, ils n'ont commencé à fonctionner comme organisation politique qu'à partir d'une assemblée de jeunes carlistes tenue au milieu de 1968 à Bidania (Guipúzcoa). Dans ce document, le lancement d'actions terroristes contre le régime de Franco était approuvé.
Le GAC a mené diverses actions terroristes : la tentative de sabotage de la chaîne de télévision espagnole (TVE) à Barberana (province de Burgos) la veille du Nouvel An 1970 (pour laquelle cinq de ses membres ont été jugés en Conseil de Guerre) afin d'interrompre la diffusion du message de fin d'année de Francisco Franco, la pose d'une bombe le 23 août de la même année dans l'imprimerie du journal traditionaliste de Pampelune El Pensamiento Navarro (après le licenciement de Javier María Pascual comme directeur),,, l'agression du 2 mai 1971 au siège de Radio Requeté à Pampelune et l'assaut contre les bureaux de "La Pamplonica", le 2 juillet 1971, avec l'intention de voler de l'argent dans son coffre-fort, avec un employé blessé par balle par un coup de feu tiré par Josep Massana.
Selon un rapport détaillant leurs actions, ils furent complètement démantelés en 1971, lorsque leurs principaux auteurs furent arrêtés.

## Idéologie
La revue Montejurra, dans son numéro 51 (1er mars 1970), rendait compte de l'idéologie du GAC :

« Ils prônent un socialisme démocratique, une véritable régionalisation et un État de droit qui sauvegarde les libertés de l'individu et sa participation aux tâches publiques. Il s'inscrit dans la ligne carliste et ses composants sont pour la plupart des jeunes travailleurs et des étudiants universitaires. »

Selon l'historien Josep Miralles Climent, au GAC il y avait une confluence d'idées provenant à la fois du carlisme insurrectionnel du XIXe siècle et des luttes anti-impérialistes et de personnalités telles que Che Guevara.